# Basilianer von Aleppo

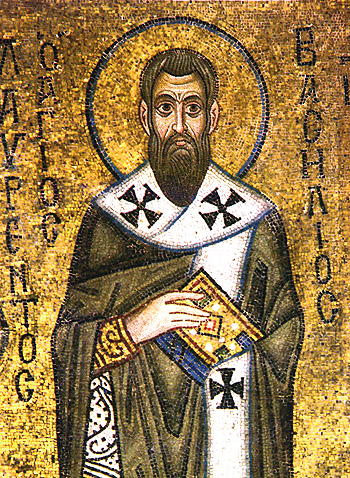
Basilius der Große

Die Basilianer von Aleppo (lateinisch Ordo Basilianus Aleppensis Melkitarum, Ordenskürzel: BA, auch als Aleppinische Basilianer bekannt) sind ein Männerorden der Melkitischen Griechisch-katholischen Kirche. Der Orden ist im byzantinischen Ritus eingebunden und hat seinen Hauptsitz in Jounieh im Libanon. 

## Geschichte
Der Orden entstammt der traditionsreichen Gemeinschaft der Basilianer, der sich nach dem hl. Basilius dem Großen benennt. Sie leben und wirken nach den Regeln, Schriften und Predigten, die sich auf Basilius den Großen berufen und überliefert wurden. Die Ordensgemeinschaft wurde 1697 in Dhour El Shwayr im Libanon von Mönchen aus Aleppo gegründet. Im Jahre 1710 erhielt der Orden seine Päpstliche Approbation von Papst Clemens XI. 1740 wurde der weibliche Zweig der Basilianerinnen von Aleppo gegründet. Generalsuperior des Ordens ist Archimandrit Seraphim Antoun Kassabji. 
Der Orden stellte innerhalb der Melkitisch Griechisch-katholischen Kirche mehrere herausragende Bischöfe. Derzeit sind es ein Kardinal und drei Bischöfe, wovon ein Bischof emeritiert ist. Mit Stand von 2011 zählt die Ordensgemeinschaft 24 Priester, 34 Mönche und betreut 12 Pfarrgemeinden.